# Barbus haasi
Il barbo pinnerosse (Barbus haasi Mertens, 1925), noto in italiano anche come barbo catalano, è un pesce d'acqua dolce della famiglia Cyprinidae.

## Distribuzione e habitat
È endemico della Spagna di nord est, si trova nel bacino dell'Ebro e nei fiumi tributari del mar Mediterraneo tra il Llobregat e il Riudecanyes.
Popola i tratti alti dei fiumi nella zona dei Salmonidi caratterizzati da acque fresche e correnti su fondali di rocce e ciottoli.

## Descrizione
Si distingue dagli altri barbi iberici per la sua colorazione caratterizzata da punti scuri grossolanamente allineati in file longitudinali. Le pinne anale, ventrali e la parte inferiore della pinna caudale diventano rosse durante la stagione riproduttiva. L'ultimo raggio indiviso della pinna dorsale è abbastanza debole e può o no essere seghettato nella parte posteriore.
Misura fino a 25 cm.

## Biologia

### Alimentazione
Si nutre di invertebrati bentonici, soprattutto larve di insetti..

### Riproduzione
Avviene in primavera, le uova vengono deposte sotto le pietre o tra la vegetazione.

## Conservazione
È una specie in diminuzione, le popolazioni sono diminuite almeno del 30% negli ultimi 10 anni. 
È minacciato dai lavori in alveo (soprattutto l'estrazione di ghiaia), dall'inquinamento idrico, dall'introduzione di specie aliene e dalla diminuzione di portata dei torrenti a causa dell'estrazione di acqua.